# Rualena balboae
Rualena balboae is een spinnensoort in de taxonomische indeling van de trechterspinnen (Agelenidae).
Het dier behoort tot het geslacht Rualena. De wetenschappelijke naam van de soort werd voor het eerst geldig gepubliceerd in 1950 door Ehrenfried Schenkel-Haas.